# Lobatiriccardia yunnanensis
Lobatiriccardia yunnanensis är en bladmossart som beskrevs av Furuki et D.G.Long. Lobatiriccardia yunnanensis ingår i släktet Lobatiriccardia och familjen Aneuraceae. Inga underarter finns listade i Catalogue of Life.